# Bakal
Bakal - Бакал (rus) és una ciutat de l'óblast de Txeliàbinsk, a Rússia.

## Geografia
Bakal es troba al vessant occidental dels Urals, a 264 km a l'oest de Txeliàbinsk, a la línia ferroviària de Txeliàbinsk-Ufà.

## Història
Bakal fou fundada el 1757 per acollir els serfs destinats a fornir de mà d'obra les noves mines de ferro que pertanyien a Ivan i Iàkov Tverdíxevi i Ivan Miàsnikov.
La vila obtingué l'estatus de possiólok (poble) el 1928. Del 1941 al 1943 s'hi construí un camp de treball (gulag), el quarter general del qual es trobava a Txeliàbinsk. Les principals activitats del camp eren la construcció d'una fàbrica siderúrgica i d'una coqueria. El camp arribà a tenir 4.200 presoners, i durant el gener de 1942 hi hagué fins a 27.000 presoners alemanys treballant-hi.
Finalment la vila rebé l'estatus de ciutat el 25 d'octubre del 1951.